# HSL Zuid
| Eurostar e320 bei Lage Zwaluwe in Richtung Brussel-Zuid |                      |                                                        |                                                        |
| Lage und Verlauf der HSL Zuid im belgischen Hochgeschwindigkeitsnetz |                      |                                                        |                                                        |
| Streckenlänge: | 130 km               |                                                        |                                                        |
| Spurweite: | 1435 mm (Normalspur) |                                                        |                                                        |
| Stromsystem: | 25 kV 50 Hz ~        |                                                        |                                                        |
| Streckengeschwindigkeit: | 300 km/h             |                                                        |                                                        |
| |                      |                                                        |                                                        |
| \| \| \| Strecke von Amsterdam, Strecke von Weesp \| \| \| \| 15,0 \| Schiphol Airport \| Schiphol Airport \| \| \| \| \| \| \| \| 19,047,7 \| Hoofddorp \| Hoofddorp \| \| \| \| Strecke nach Leiden \| \| \| \| 39,6 \| A44 \| A44 \| \| \| 37,8 \| Ringvaart des Haarlemmermeerpolders \| Ringvaart des Haarlemmermeerpolders \| \| \| 32,0 \| A4 \| A4 \| \| \| 29,3 \| Groene Hart \| Groene Hart \| \| \| \| Oude Rijn \| \| \| \| \| Strecke Woerden–Leiden, N11 \| \| \| \| 22,6 \| \| \| \| \| 15,5 \| A12 \| A12 \| \| \| 15,5 \| Strecke Gouda–Den Haag \| Strecke Gouda–Den Haag \| \| \| 5,2-2,8 \| Eisenbahntunnel Zestienhoven \| Eisenbahntunnel Zestienhoven \| \| \| 2,6 \| A20 \| A20 \| \| \| 1,6 \| Strecke Utrecht–Rotterdam, Strecke Amsterdam–Rotterdam \| Strecke Utrecht–Rotterdam, Strecke Amsterdam–Rotterdam \| \| \| \| von Hoek van Holland, Strecke von Utrecht \| \| \| \| 0,0 \| Rotterdam \| Rotterdam \| \| \| 1,0 \| Willemsspoortunnel \| Willemsspoortunnel \| \| \| 2,0 \| Rotterdam Blaak \| Rotterdam Blaak \| \| \| \| Nieuwe Maas \| \| \| \| \| \| \| \| \| 4,0 \| Rotterdam Zuid \| Rotterdam Zuid \| \| \| 7,0 \| Rotterdam Lombardijen \| Rotterdam Lombardijen \| \| \| \| Altstrecke nach Breda, zur Betuweroute \| \| \| \| \| Wechsel von Rechts- auf Linksverkehr \| \| \| \| \| Betuweroute, nur Güterverkehr \| \| \| \| \| A15 \| \| \| \| \| \| \| \| \| 10,0 \| Barendrecht \| Barendrecht \| \| \| \| \| \| \| \| 11,8 \| Waal \| Waal \| \| \| 13,5 \| Devel \| Devel \| \| \| 15,7-17,0 \| Oude Maas \| Oude Maas \| \| \| 24,3-25,9 \| Dordtse Kil, A16 \| Dordtse Kil, A16 \| \| \| 26,7-27,8 \| Hollands Diep \| Hollands Diep \| \| \| 28,3 \| Altstrecke Breda–Rotterdam \| Altstrecke Breda–Rotterdam \| \| \| 30,7 \| Lage Zwaluwe \| Lage Zwaluwe \| \| \| 31,9 \| Strecke Antwerpen–Lage Zwaluwe \| Strecke Antwerpen–Lage Zwaluwe \| \| \| 34 \| Strecke nach Breda \| Strecke nach Breda \| \| \| 36,1 \| A59 \| A59 \| \| \| 37,0 \| Mark \| Mark \| \| \| 41,0 \| Breda-Prinsenbeek \| Breda-Prinsenbeek \| \| \| 42,5 \| Strecke Roosendaal–Breda \| Strecke Roosendaal–Breda \| \| \| 42,7 \| Strecke von Breda \| Strecke von Breda \| \| \| 47,0 \| Aa of Weerijs \| Aa of Weerijs \| \| \| 50,0 \| A16, A58 \| A16, A58 \| \| \| 54,583,9 \| Staatsgrenze Niederlande–Belgien \| Staatsgrenze Niederlande–Belgien \| \| \| \| HSL 4 \| \| |                      |                                                        |                                                        |
| Strecke (im Tunnel) |                      | Strecke von Amsterdam, Strecke von Weesp               | Strecke von Amsterdam, Strecke von Weesp               |
| Bahnhof (im Tunnel) | 15,0                 | Schiphol Airport                                       | Schiphol Airport                                       |
| Tunnelende |                      |                                                        |                                                        |
| Haltepunkt / Haltestelle | 19,047,7             | Hoofddorp                                              | Hoofddorp                                              |
| Abzweig geradeaus und nach rechts |                      | Strecke nach Leiden                                    | Strecke nach Leiden                                    |
| Brücke | 39,6                 | A44                                                    | A44                                                    |
| Tunnel bzw. Unterführung unter Wasserlauf | 37,8                 | Ringvaart des Haarlemmermeerpolders                    | Ringvaart des Haarlemmermeerpolders                    |
| Brücke | 32,0                 | A4                                                     | A4                                                     |
| Tunnelanfang | 29,3                 | Groene Hart                                            | Groene Hart                                            |
| Strecke unter Wasserlauf (im Tunnel) |                      | Oude Rijn                                              | Oude Rijn                                              |
| Kreuzung mit oberirdischer Strecke (im Tunnel) |                      | Strecke Woerden–Leiden, N11                            | Strecke Woerden–Leiden, N11                            |
| Tunnelende | 22,6                 |                                                        |                                                        |
| Brücke | 15,5                 | A12                                                    | A12                                                    |
| Kreuzung geradeaus oben | 15,5                 | Strecke Gouda–Den Haag                                 | Strecke Gouda–Den Haag                                 |
| Tunnel | 5,2-2,8              | Eisenbahntunnel Zestienhoven                           | Eisenbahntunnel Zestienhoven                           |
| Brücke | 2,6                  | A20                                                    | A20                                                    |
| Kreuzung geradeaus unten | 1,6                  | Strecke Utrecht–Rotterdam, Strecke Amsterdam–Rotterdam | Strecke Utrecht–Rotterdam, Strecke Amsterdam–Rotterdam |
| Abzweig geradeaus, von links und von rechts |                      | von Hoek van Holland, Strecke von Utrecht              | von Hoek van Holland, Strecke von Utrecht              |
| Bahnhof | 0,0                  | Rotterdam                                              | Rotterdam                                              |
| Tunnelanfang | 1,0                  | Willemsspoortunnel                                     | Willemsspoortunnel                                     |
| Haltepunkt / Haltestelle (im Tunnel) | 2,0                  | Rotterdam Blaak                                        | Rotterdam Blaak                                        |
| Strecke unter Wasserlauf (im Tunnel) |                      | Nieuwe Maas                                            | Nieuwe Maas                                            |
| Tunnelende |                      |                                                        |                                                        |
| Haltepunkt / Haltestelle | 4,0                  | Rotterdam Zuid                                         | Rotterdam Zuid                                         |
| Haltepunkt / Haltestelle | 7,0                  | Rotterdam Lombardijen                                  | Rotterdam Lombardijen                                  |
| Abzweig geradeaus und nach links |                      | Altstrecke nach Breda, zur Betuweroute                 | Altstrecke nach Breda, zur Betuweroute                 |
| |                      | Wechsel von Rechts- auf Linksverkehr                   |                                                        |
| Kreuzung geradeaus unten |                      | Betuweroute, nur Güterverkehr                          | Betuweroute, nur Güterverkehr                          |
| Strecke mit Straßenbrücke |                      | A15                                                    | A15                                                    |
| Tunnelanfang |                      |                                                        |                                                        |
| Haltepunkt / Haltestelle (im Tunnel) | 10,0                 | Barendrecht                                            | Barendrecht                                            |
| Tunnelende |                      |                                                        |                                                        |
| Brücke über Wasserlauf | 11,8                 | Waal                                                   | Waal                                                   |
| Brücke über Wasserlauf | 13,5                 | Devel                                                  | Devel                                                  |
| | 15,7-17,0            | Oude Maas                                              | Oude Maas                                              |
| | 24,3-25,9            | Dordtse Kil, A16                                       | Dordtse Kil, A16                                       |
| Brücke über Wasserlauf | 26,7-27,8            | Hollands Diep                                          | Hollands Diep                                          |
| Kreuzung geradeaus oben | 28,3                 | Altstrecke Breda–Rotterdam                             | Altstrecke Breda–Rotterdam                             |
| Dienststation / Betriebs- oder Güterbahnhof | 30,7                 | Lage Zwaluwe                                           | Lage Zwaluwe                                           |
| Kreuzung geradeaus oben | 31,9                 | Strecke Antwerpen–Lage Zwaluwe                         | Strecke Antwerpen–Lage Zwaluwe                         |
| Abzweig geradeaus und nach links | 34                   | Strecke nach Breda                                     | Strecke nach Breda                                     |
| Strecke mit Straßenbrücke | 36,1                 | A59                                                    | A59                                                    |
| Brücke über Wasserlauf | 37,0                 | Mark                                                   | Mark                                                   |
| Haltepunkt / Haltestelle | 41,0                 | Breda-Prinsenbeek                                      | Breda-Prinsenbeek                                      |
| Kreuzung geradeaus oben | 42,5                 | Strecke Roosendaal–Breda                               | Strecke Roosendaal–Breda                               |
| Abzweig geradeaus und von links | 42,7                 | Strecke von Breda                                      | Strecke von Breda                                      |
| Brücke über Wasserlauf | 47,0                 | Aa of Weerijs                                          | Aa of Weerijs                                          |
| Strecke mit Straßenbrücke | 50,0                 | A16, A58                                               | A16, A58                                               |
| Grenze | 54,583,9             | Staatsgrenze Niederlande–Belgien                       | Staatsgrenze Niederlande–Belgien                       |
| Strecke |                      | HSL 4                                                  | HSL 4                                                  |

Die HSL Zuid bzw. in Langform Hogesnelheidslijn Zuid ist der niederländische Teil der Eisenbahn-Schnellfahrstrecke Schiphol – Antwerpen, die Amsterdam (Niederlande) und Antwerpen (Belgien) miteinander verbindet. Der belgische Teil wird als HSL 4 bezeichnet. Die 100 Kilometer lange, zweigleisige Strecke ist ausschließlich für den Personenverkehr konzipiert.
Die Strecke wurde am 6. September 2009 offiziell eröffnet, der Reisezugverkehr zwischen Amsterdam und Rotterdam am 7. September 2009 aufgenommen. Der internationale Verkehr von Amsterdam über Rotterdam nach Antwerpen und weiter nach Brüssel und Paris begann im Dezember 2009.

## Verlauf

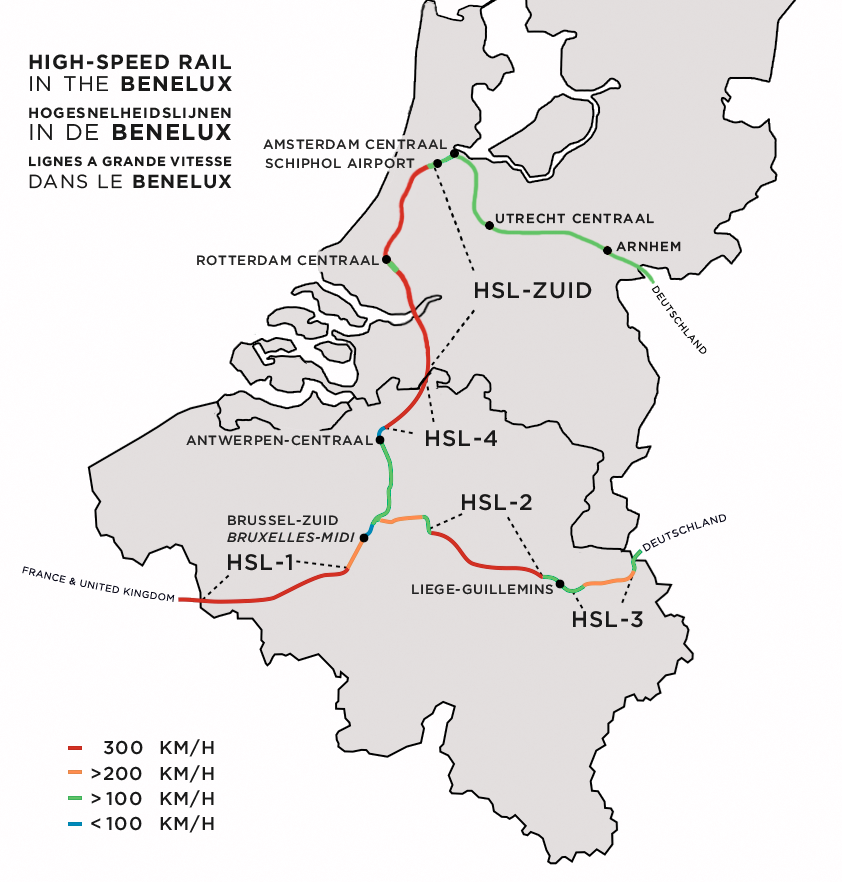
Lage und Verlauf der HSL Zuid im niederländisch-belgischen Hochgeschwindigkeitsnetz

### Belgische Grenze – Rotterdam

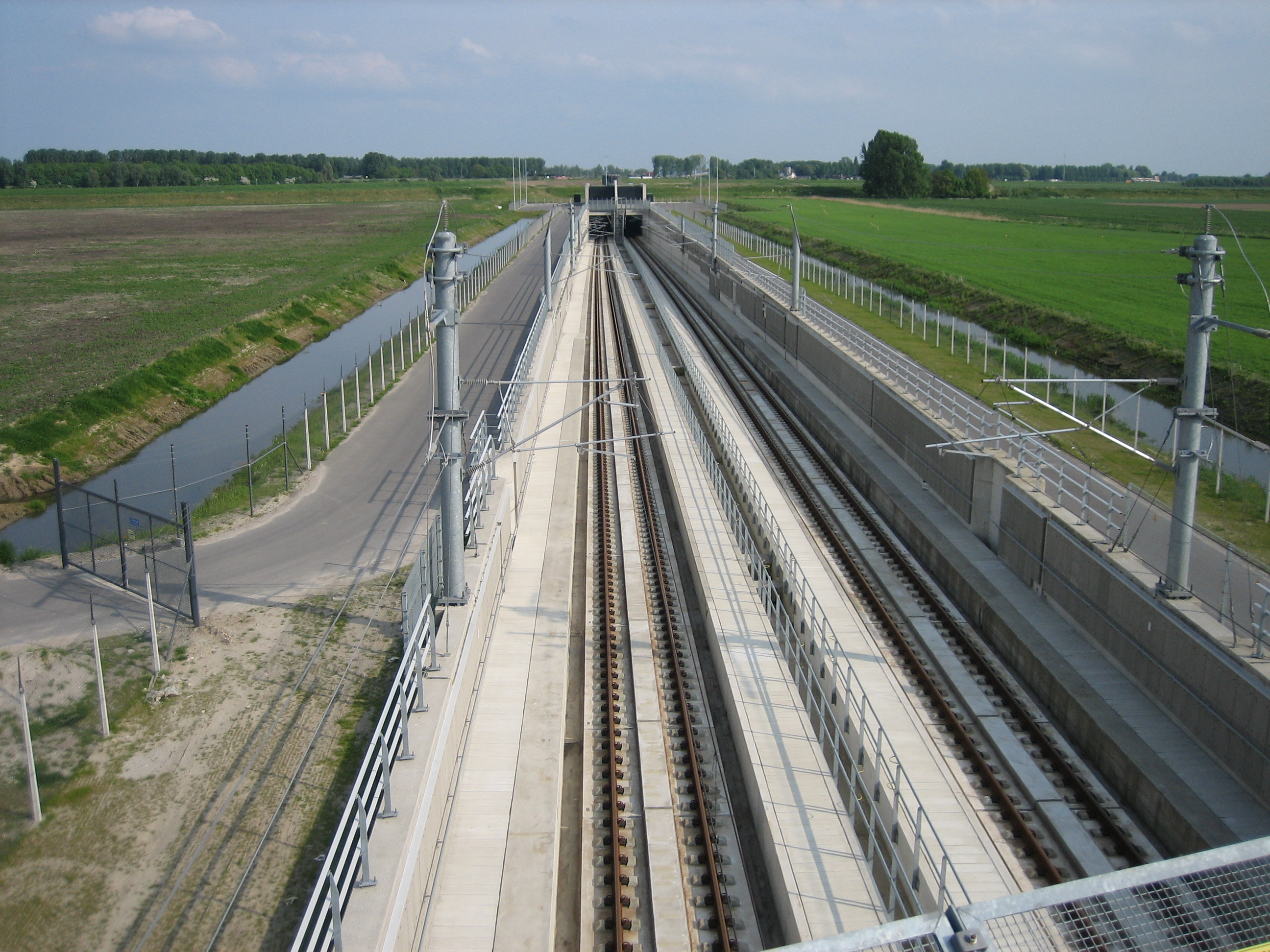
HSL Zuid mit Tunnel unter dem Dordtse Kil

Der belgische Abschnitt von Antwerpen ist nahe der Ortschaft Meer (einem Teil von Hoogstraten, der nördlichsten Stadt Belgiens) mit der HSL-Zuid verbunden. Von dort führt sie vorbei an Breda, wo es in beide Richtungen einen Abzweig in die Stadt gibt. Nördlich von Breda verläuft die Schnellfahrstrecke parallel zur Autobahn 16 sowie der alten Bahnstrecke und überquert das Hollands Diep bei Moerdijk auf einer neuen Brücke. Während Autobahn und Altstrecke nach Dordrecht abzweigen, unterfährt die Schnellfahrstrecke direkt hinter der Brücke in einem Tunnel den Dordtse Kil und umfährt Dordrecht im Westen über die Hoeksche Waard. Anschließend wird mit einem weiteren Tunnel die Oude Maas unterquert, bevor die Schnellfahrstrecke bei Barendrecht auf die bestehende Bahnstrecke sowie Betuweroute einmündet. In Rotterdam wird durch den Willemsspoortunnel die Nieuwe Maas unterquert, dann erreichen die Züge den Rotterdamer Hauptbahnhof.

### Rotterdam – Amsterdam
Hinter dem Hauptbahnhof von Rotterdam beginnt wieder eine Neubaustrecke; der nördliche Stadtrand wird mit einem Tunnel unterquert, dann geht es vorbei an Bergschenhoek, Bleiswijk und Zoetermeer. Zwischen Hazerswoude und Hoogmade, durch das Groene Hart („grünes Herz“), verläuft die Strecke aus Landschaftsschutzgründen in einem sieben Kilometer langen Tunnel.
Diskutiert wurde hier auch eine andere Streckenvariante, entlang der Autobahnen  4 und 13. Hinter dem Groene Harttunnel trifft die Schnellfahrstrecke auf die A4 und folgt ihr bis Roelofarendsveen. Dann wechselt sie nach Nieuw Vennep, wo sie auf die Schiphollijn (Bahnstrecke Amsterdam – Leiden) trifft; hier endet die Neubaustrecke. Über den Flughafen Amsterdam fahren die Züge weiter nach Amsterdam Centraal.
Die HSL Zuid ist an fünf Punkten mit dem übrigen Netz verknüpft.

## Geschichte

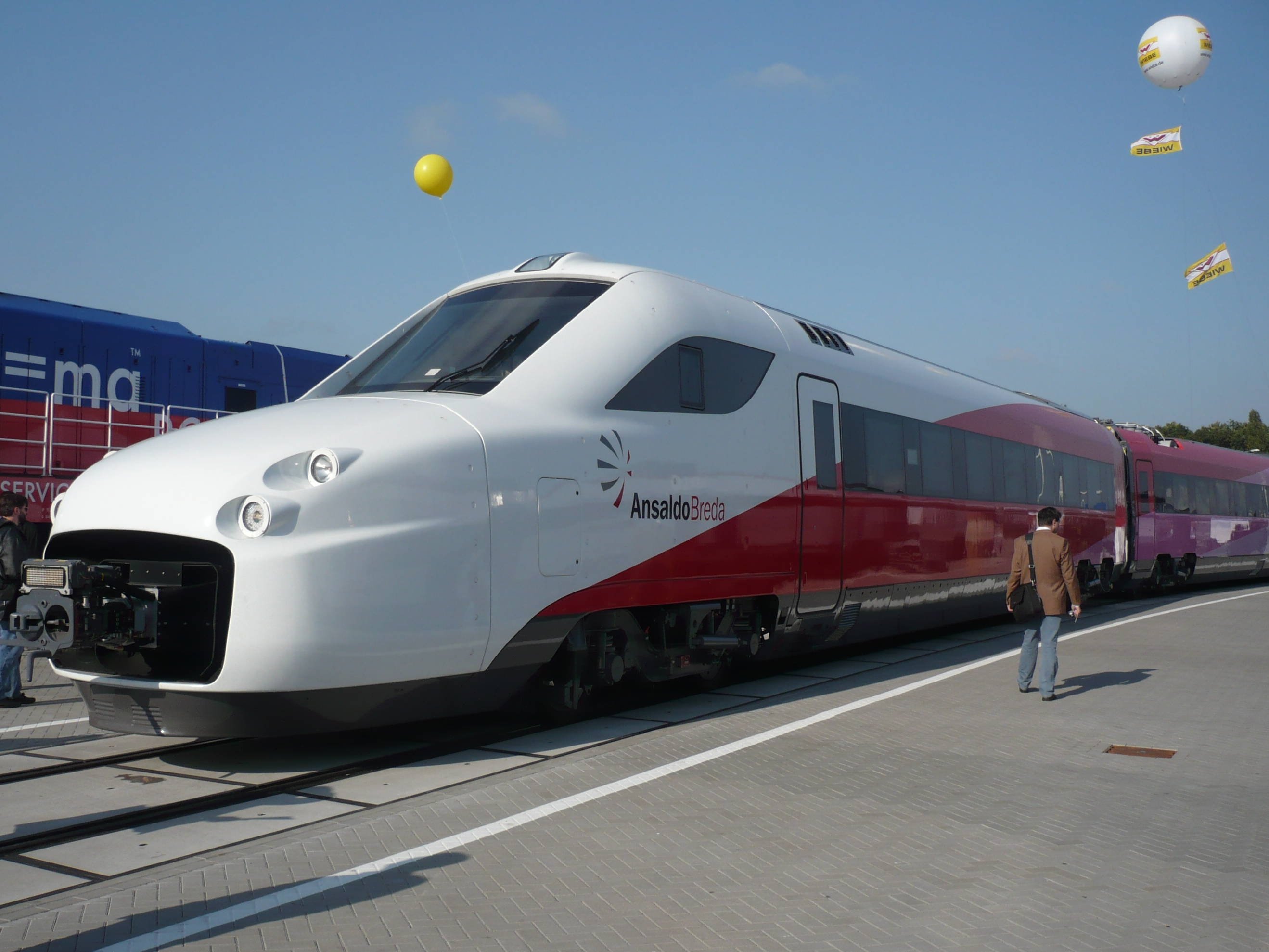
AnsaldoBreda V250

1986 wurde bei einer Ministerkonferenz ein Kernbeschluss zu einer Hochgeschwindigkeitsstrecke gefasst. Das Projekt wurde 1991 im niederländischen Parlament vorgestellt und vom Verkehrsministerium erst einmal abgelehnt. Erst 1996 wurde die HSL-Zuid als Großprojekt vom Parlament beschlossen und ein Abkommen mit Belgien über die Verlängerung erreicht.
Im Frühjahr 1999 stimmte die niederländische Regierung der Hochgeschwindigkeitsstrecke im Rahmen einer Public Private Partnership (PPP) zu. Während die Regierung den Bau der Strecke in voller Höhe (acht Milliarden Gulden) finanzieren wollte, sollten private Partner für die Streckenausrüstung und die Instandhaltung aufkommen. Von dem Gewinner der Ausschreibung für die Betriebskonzession wurde eine Anschubfinanzierung in Höhe von rund 1,5 Milliarden Gulden erwartet.
Im März 2000 begannen die Bauarbeiten.
Ende 2000 wurden die vier Bewerber für die Betriebskonzession benannt:
- Arriva Nederland und die Deutsche Bahn

- Connexxion, CGEA-Connex und SJ International

- NS Reizigers, NV Koninklijke Luchvaartmaatschappij (KLM) sowie

- Stagecoach Holdings

Sowohl die SNCF als auch die SNCB hatten eigene Bewerbungen zuvor kurzfristig zurückgezogen. Nach der Präqualifikation folgte bis Ende März 2011 die Abgabe der detaillierten Angebote. Am 11. Mai 2001 wurde in Den Haag eine Absichtserklärung zwischen dem niederländischen Ministerium für Verkehr und Infrastruktur sowie dem Infraspeed-Konsortium unterzeichnet. Für die Bereitstellung der Infrastruktur über einen Zeitraum von 30 Jahren (fünf Jahre Bau und 25 Jahre Instandhaltung) waren demnach leistungsabhängige Zahlungen von mehr als 2,5 Milliarden Euro vorgesehen. Es war der größte PPP-Auftrag, der bis dahin von der niederländischen Regierung vergeben wurde. Die Eröffnung des Abschnitts Rotterdam – Antwerpen war dabei für Mitte 2005 vorgesehen, die des Abschnitts Amsterdam/Schiphol – Rotterdam für Ende 2005. Anfang Juli 2001 unterzeichneten die niederländische Verkehrsministerin Tineke Netelenbos sowie Vertreter der Projektgesellschaft (aus NS, KLM, National Express Group) eine Absichtserklärung zur Betriebsführung auf der HSL Zuid. Das zuletzt noch konkurrierende Konsortium von CGEA-Connex, Connexion und SJ war zuvor ausgeschieden. Die Unterzeichnung eines Betriebsführungsvertrages für die Periode zwischen 2006 und 2020 war für 12. Oktober 2001 erwartet worden. Die Strecke sollte im Herbst 2006 in Betrieb gehen; dabei sollten zunächst je 32 Züge täglich zwischen Amsterdam und Breda bzw. Rotterdam verkehren. Ein stündliches Zugpaar sollte bis Brüssel verlängert werden, die Hälfte dieser Züge weiter bis Paris. Weitere Schnellverkehrsrelationen sollten zwischen Den Haag und Brüssel eingerichtet sowie zwischen Breda und Brüssel.
Beim Bau der Hollands-Diep-Brücke kam am 25. April 2003 ein Arbeiter ums Leben, als ein Teil eines Stützgerüstes in die Tiefe stürzte.
Infolge massiver Kostenüberschreitungen bei der HSL Zuid und der Betuweroute leitete das niederländische Parlament Ende 2003 eine Untersuchung ein. Zu diesem Zeitpunkt wurde mit einer Kostenüberschreitung von rund 1,5 Milliarden Euro gerechnet. Zahlreiche Schwierigkeiten, insbesondere mit dem Zugbeeinflussungssystem ETCS, führten zu mehrfachen Verzögerungen.
Im November 2005 entschied die niederländische Verkehrsministerin, die Strecke ausschließlich mit ETCS auszurüsten und auf zusätzliche alternative Zugbeeinflussungssysteme zu verzichten.
Am 21. Dezember 2005 wurde erstmals ein Abschnitt der HSL Zuid unter Fahrdraht befahren. Die Lok ES 64 U2-042 fuhr dabei mehrfach auf dem rund 45 km langen Abschnitt zwischen Rotterdam und der belgischen Grenze mit bis zu 80 km/h hin und her.
Im Januar 2006 wurde im Rahmen einer Testfahrt im Abschnitt Rotterdam – Breda mit 257 km/h ein neuer Geschwindigkeitsrekord im niederländischen Schienenverkehr aufgestellt. Im Rahmen von Testfahrten stellte die Thalys-PBKA-Einheit 4305 mit 331 km/h am 26. Februar 2006 einen neuen Geschwindigkeitsrekord für Schienenfahrzeuge in den Niederlanden auf. Die Testfahrten mit dem Thalys hatten am 14. Februar begonnen. Der Verkehr auf der HSL Zuid sollte im Südabschnitt (zwischen Rotterdam und der belgischen Grenze) zum 1. April 2006 aufgenommen werden, im Nordabschnitt (Rotterdam–Hoofddorp) zum 1. April 2007. Am 1. April 2007 sollte die 15-Jahres-Konzession über den Betrieb der Strecke in Kraft treten.
Mitte 2006 wurde absehbar, dass die Inbetriebnahmetermine nicht gehalten werden könnten. Als Ursachen galten Bauverzögerungen am Kilometer unter dem Grünen Herz sowie Probleme mit der Sicherungstechnik. Mit viermonatiger Verzögerung übergab das Infraspeed-Konsortium Ende Juli 2006 den Streckenabschnitt zwischen der belgischen Grenze und Rotterdam an den Netzbetreiber ProRail. Am 22. Dezember 2006 wurde das Abnahmeprotokoll vom Kunden unterschrieben und somit die fertige Strecke formal an das niederländische Verkehrsministerium übergeben. Ende 2007 kündigte der niederländische Verkehrsminister Camiel Eurlings an, dass die Strecke nicht wie geplant im Dezember 2007 eröffnet werden könne. Unter anderem seien die noch ausstehende ETCS-Ausrüstung, die fehlende Zulassung der Traxx-Lokomotiven und die erforderliche Reinigung des Groene-Hart-Tunnel einer Zulassung entgegengestanden. Am 1. April 2008 erklärte das Verkehrsministerium die Strecke für betriebsbereit, so dass der Testbetrieb beginnen konnte.
Die Projektkosten lagen (Stand: Februar 2009) bei 7,2 Milliarden Euro, davon 194 Millionen Euro aus Mitteln der Europäischen Union. Die Strecke in Public Private Partnership von Infraspeed errichtet, einer Holding im Besitz von fünf Unternehmen: Fluor Infrastructure (Projektmanagement), Siemens Nederland (Energieversorgung, ETCS, GSM-R), BAM PPP Investments Nederland (Gleise, Schallschutzwände), Innisfree PFI Continuation Fnud und HSBC Infrastructure. Der niederländische Staat finanziert Bau, Betrieb und Instandhaltung der Strecke über 25 Jahre. Die Strecke wird von der High-Speed Alliance (HSA) betrieben, einem Joint Venture der Niederländischen Staatsbahnen (NS) und der Fluggesellschaft KLM. Die HSA soll über 15 Jahre je 163 Millionen Euro Konzessionsgebühr für den Betrieb der Strecke an den niederländischen Staat entrichten.
2004 hatte eine zugezogene Unternehmensberatung von um etwa 25 Prozent zu hoch liegenden Passagierprognosen und damit verbundenen Verlusten gewarnt.
2015 wurden die Projektkosten mit 11 Milliarden Euro beziffert. Ein am 28. Oktober 2015 vorgelegter Untersuchungsbericht des Niederländischen Parlaments kam zu dem Schluss, dass beim Beschluss zum Bau der HSL Zuid im Jahre 1996 keine Strategie für ihren Betrieb vorgelegen habe und dass keine ordentlichen Verträge mit Belgien vorgelegen hätten. Im weiteren Projektverlauf habe es an einer Zusammenarbeit zwischen den verschiedenen Ministerien, der NS und SNCB gemangelt. Jeder Beteiligte habe eigene Interessen verfolgt und das Gesamtsystem nicht im Blick gehabt. Ein beteiligtes Ministerium habe das Parlament unzureichend und teils falsch informiert. Die für die Kontrolle des Projekts eigentlich zuständige zweite Kammer des niederländischen Parlaments habe zwar gewarnt, jedoch keine Maßnahmen ergriffen. In Folge des Berichts trat die Infrastrukturministerin Wilma Mansveld zurück.

### Betrieb

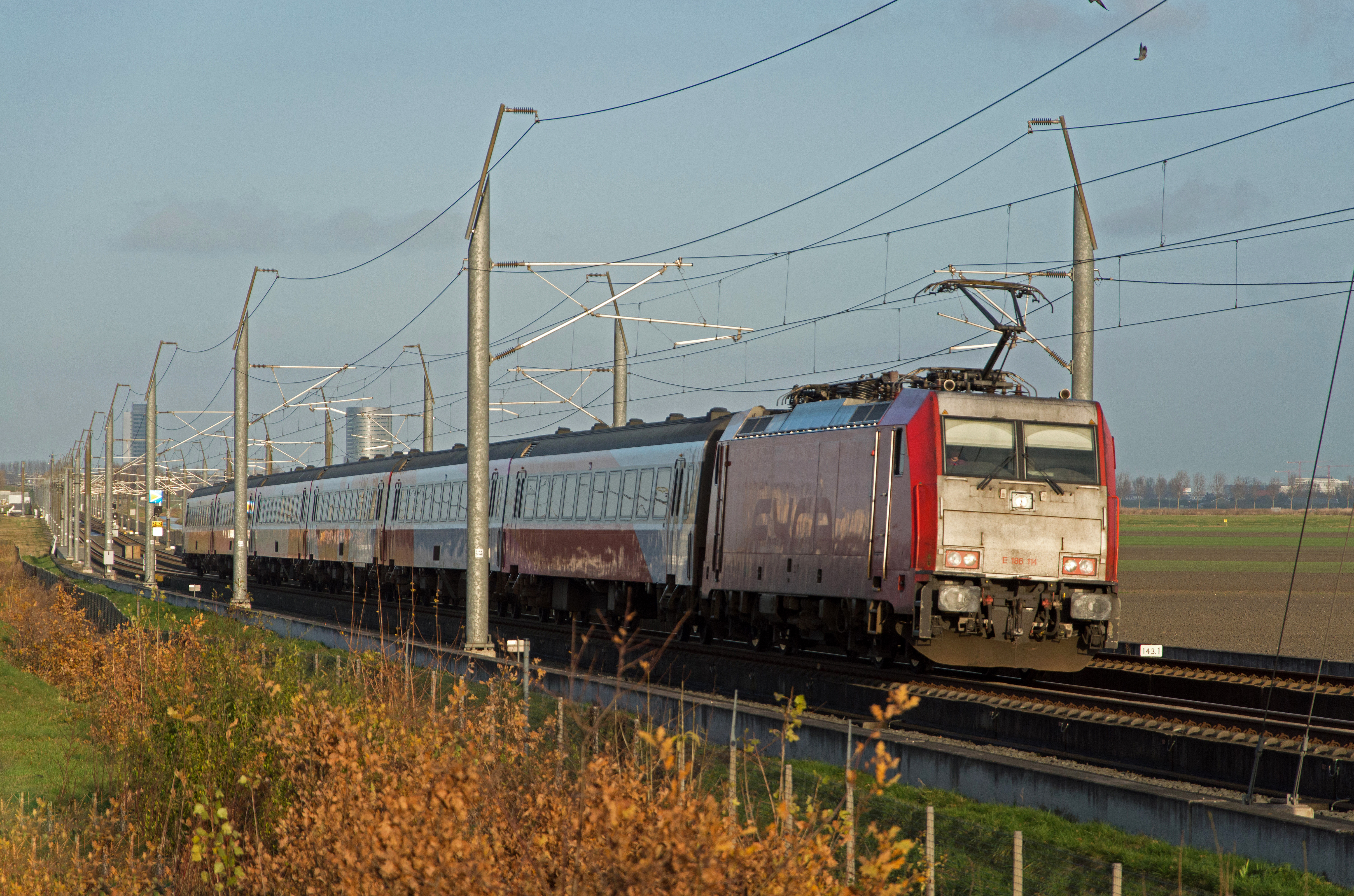
Lokbespannter Fyra auf der HSL Zuid bei Nieuw-Vennep

Durch die Inbetriebnahme der Strecke wurden im Westteil des niederländischen Bestandsnetzes Kapazitäten frei, die für Regionalverkehr genutzt werden. 
Da die 2004 bestellten Züge vom Typ AnsaldoBreda V250 nicht rechtzeitig zur Eröffnung der HSL Zuid zur Verfügung standen, begann die HSA den Verkehr auf der Strecke mit konventionellen Zügen. Zu diesem Zweck wurden zwölf Bombardier-TRAXX-Mehrsystemlokomotiven (Baureihe 186) von Angel Trains International gemietet; deren Höchstgeschwindigkeit beträgt 160 km/h. Als Wagen wurden NS-Reisezugwagen der Gattung ICRm umgebaut. Diese Kompositionen fuhren seit September 2009 stündlich und später halbstündlich zwischen Amsterdam und Rotterdam, seit April 2011 wurde auch Breda halbstündlich angefahren. Der Betrieb wurde unter dem Markennamen Fyra aufgenommen, seit Dezember 2013 fahren die Züge als „Intercity Direct“.
Der bis 2023 als Thalys bezeichnete Eurostar-Hochgeschwindigkeitszug, der Amsterdam mit Brüssel und Paris verbindet, befährt die Strecke seit Dezember 2009 in voller Länge. Die maximale Geschwindigkeit von 300 km/h wurde anfangs nur südlich von Rotterdam erreicht, der nördliche Abschnitt folgte im Juni 2010. Die Fahrzeit zwischen Amsterdam und Antwerpen verkürzte sich auf 1:14 Stunden, zwischen Amsterdam und Brüssel auf 1:52 Stunden, etwa 1 Stunde schneller als über die alte Strecke.

Zum Fahrplanwechsel am 9. Dezember 2012 wurde die Fyra-Verbindung von Amsterdam nach Brüssel mit dem Hochgeschwindigkeitszug V250 mit 10 (statt 16 geplanten) Hin- und Rückfahrten aufgenommen. Durch technische Probleme an den Fahrzeugen wurde der Betrieb bereits am 18. Januar 2013 wieder eingestellt. 
 Da die Züge von AnsaldoBreda durch die zuständigen Behörden gesperrt wurden, wurden erneut lokbespannte Züge eingesetzt.
Der inländische Verkehr auf der Schnellfahrstrecke von Amsterdam über Rotterdam nach Breda wird seit Ende 2013 als „Intercity Direct“ betrieben, die Verbindung nach Belgien als „Intercity Brussel“, ebenfalls mit lokbespannten Zügen. Daneben nutzt der Thalys bzw. Eurostar im internationalen Verkehr die Strecke mit der betrieblich möglichen Geschwindigkeit.
Zur Abdeckung des Bedarfs an lokbespannten Zügen bestellte die NS im Dezember 2013 19 eigene Traxx-Lokomotiven (F160MS), die bis Februar 2015 ausgeliefert waren. Seit eine weitere Bestellung von 26 Traxx im Jahr 2016 ausgeliefert wurde, werden Züge mit einer Lok auf jeder Seite bespannt. Im grenzüberschreitenden Verkehr sind Züge zu sehen, die auf einer Seite eine Traxx-Lokomotive der NS haben, am anderen Ende eine Traxx der belgischen SNCB.
Neue Triebzüge, die als Intercity Nieuwe Generatie (ICNG) bezeichnet werden, und eine Höchstgeschwindigkeit von 200 km/h aufweisen, sollten ab 2021 auf der Strecke fahren. Eine Version, die auch für das belgische Stromnetz ausgerüstet ist, wurde 2017 zu Testzwecken in zwei Exemplaren bestellt. Von diesem Typ (ICNG – België) werden bis 2025 weitere 18 Triebzüge geliefert.
Aufgrund von Baumängeln an Brückenbauwerken wurden im Juni 2023 und Januar 2024 diverse Langsamfahrstellen an zehn Brücken der Strecke eingerichtet. Laut dem Infrastrukturbetreiber liege die Ursache in Konstruktionsfehlern. Aufgrund der damit einhergehenden Kapazitätseinschränkungen musste etwa ein Drittel der Züge auf der Strecke aus dem Fahrplan genommen werden. Während die internationalen Verkehre aufrechterhalten werden, wurden IC-Direktzüge zwischen Amsterdam und Rotterdam gestrichen. Die Langsamfahrstellen sollen bis mindestens Ende 2025 bestehen bleiben.

## Technik
Die Strecke wurde mit ETCS Level 2 (zunächst SRS 2.2.2, dann SRS 2.3.0) von Siemens und Alcatel SEL ausgerüstet. Zwischen der HSL 4 und der HSL Zuid wurde – erstmals in Europa – ein Wechsel zwischen zwei nationalen ETCS-Level-2-Systemen mit 300 km/h vorgesehen, was zu Schwierigkeiten beim Wechsel zwischen den ETCS-Streckenzentralen beim Grenzübergang führte. Zur Kommunikation zwischen den Stellwerken und den ETCS-Zentralen wird das SAHARA-Protokoll verwendet. In der Planungsphase der HSL Zuid wurden 17 verschiedene Varianten von Zugbeeinflussungssystemen erwogen. Als Rückfallebene wird ETCS Level 1 verwendet.
Die Elektrifizierung der Strecke wurde von der SNCF im Rahmen eines befristeten Technologietransfers unterstützt.